# منتخب أستراليا لكرة اليد الشاطئية للسيدات
منتخب أستراليا لكرة اليد الشاطئية للسيدات (بالإنجليزية: Australia women's national beach handball team)‏ هو ممثل أستراليا الرسمي في المنافسات الدولية في كرة اليد الشاطئية للسيدات .